# Pyrausta fumarialis
Pyrausta fumarialis là một loài bướm đêm trong họ Crambidae.